# Drive My Car
Drive My Car è una canzone del 1965 dei Beatles scritta da Paul McCartney con il contributo musicale di John Lennon. Fa parte dell'album Rubber Soul.

## Descrizione
Secondo McCartney, «l'espressione Drive My Car era un vecchio eufemismo blues per il sesso».

### Composizione
Quando McCartney arrivò alla casa di Lennon a Weybridge per comporre una nuova canzone, aveva già la melodia in testa, ma «Il testo era disastroso, e lo sapevo». Il ritornello iniziava con «You can buy me diamond rings», un cliché che avevano già utilizzato due volte in passato in Can't Buy Me Love e I Feel Fine. Lennon bocciò il testo come «una schifezza» e «troppo leggero». Dunque decisero di riscrivere il testo e dopo alcune difficoltà elaborarono il tema di Drive My Car (che Bob Spitz accredita a Lennon) e il resto della canzone fluì spontaneamente da ciò.

### Registrazione
Drive My Car venne registrata il 13 ottobre 1965 e fu la prima sessione di registrazione dei Beatles a prolungarsi oltre la mezzanotte.
McCartney suonò la chitarra solista e il ritornello in pianoforte, mentre Harrison la chitarra che doppia il basso nel corso della canzone. Harrison afferma di aver suonato anche la parte di basso.

## Formazione
- Paul McCartney - voce, basso, chitarra solista, pianoforte
- John Lennon - voce, armonie vocali
- George Harrison - armonie vocali, chitarra ritmica
- Ringo Starr - batteria, campanaccio, tamburello basco